# Berzelianita
La berzelianita és un mineral de la classe dels sulfurs. Va ser descoberta l'any 1832 a la mina Skrikerum, Valdemarsvik, Östergötland, Suècia, i va ser nomenada així en honor del seu descobridor, el químic suec Jöns Jakob Berzelius (1799-1848). Pertany al grup de la berzelianita-umangita. És una espècie també coneguda amb el nom de selenocuprita.

## Característiques
És un selenur simple de coure (Cu₂Se). Pot presentar impureses de plata i tal·li. Cristal·litza en el sistema cúbic. És dimorf de la bellidoita, un altre mineral d'igual fórmula química però que cristal·litza en el sistema cristal·lí tetragonal. El mineral és presentat en masses, dendrites o aurèoles, i mai en cristalls definibles.
Un estudi recent mostra l'existència d'una complexa sèrie de solució sòlida amb la digenita (Cu9S₅), en la qual la substitució gradual del seleni per sofre va donant els diferents minerals de la sèrie.
Segons la classificació de Nickel-Strunz, la berzelianita pertany a «02.BA: sulfurs metàl·lics amb proporció M:S > 1:1 (principalment 2:1) amb coure, plata i/o or» juntament amb els següents minerals: calcocita, djurleita, geerita, roxbyita, anilita, digenita, bornita, bellidoita, athabascaïta, umangita, rickardita, weissita, acantita, mckinstryita, stromeyerita, jalpaïta, selenojalpaïta, eucairita, aguilarita, naumannita, cervel·leïta, hessita, chenguodaita, henryita, stützita, argirodita, canfieldita, putzita, fischesserita, penzhinita, petrovskaïta, petzita, uytenbogaardtita, bezsmertnovita, bilibinskita i bogdanovita.

## Formació i jaciments
Apareix al costat d'altres minerals selenurs en vetes d'alteració hidrotermal que travessen roca dolomítica, de vegades en menes de ferro, o en vetes de calcita travessant roques serpentinites. També s'ha trobat en dipòsits d'ortoclasa - quars - or a Sumatra.
Sol trobar-se associada a altres minerals com: eucairita, clausthalita, tiemannita, umangita, klockmannita, aguilarita, crookesita, athabascaita, stromeyerita, polibasita, pearceïta, or, uraninita, pirita, marcassita o calcita.